# 羽田エアポートライン
羽田エアポートライン株式会社（はねだエアポートライン）は、蒲蒲線を所有する予定の会社である。
2023年現在はまだ鉄道会社ではない。

## 沿革
- 2022年10月14日 - 大田区と東急電鉄の出資により、羽田エアポートライン株式会社を設立[4]

## 予定する鉄道事業
蒲蒲線の第三種鉄道事業者となることを予定している。